# Der Wildschütz
Der Wildschütz oder die Stimme der Natur ist eine komische Oper in drei Akten von Albert Lortzing. Das Libretto schrieb der Komponist selbst nach dem Lustspiel Der Rehbock oder Die schuldlos Schuldbewussten von August Friedrich Ferdinand von Kotzebue.
Die Uraufführung der Oper fand am 31. Dezember 1842 im Stadttheater von Leipzig statt.
Die Aufführungsdauer der Oper beträgt etwa 140 Minuten.

## Hintergrundinformationen zum Werk
Lortzing zählt wie Hector Berlioz oder Richard Wagner zu den literarischen Komponisten, die praktisch all ihre Texte selbst verfassten. Üblicherweise, so auch für Zar und Zimmermann, Der Waffenschmied oder Die beiden Schützen griff er dabei auf bereits erfolgreiche Vorlagen zurück, die er aufgrund seiner Tätigkeit als Sänger und Schauspieler selbst gut einschätzen konnte. Er arbeitete diese Vorlagen entsprechend seinen Absichten und Zwecken um. Bei seiner Oper Der Wildschütz vereinnahmte er das seit 1815 auf den Bühnen erfolgreiche Lustspiel Der Rehbock oder Die schuldlosen Schuldbewußten. Zusätzlich fügte er die seit kurzem, durch Felix Mendelssohn Bartholdys Antigone ausgebrochene griechische Antikenmode mit der Person der Gräfin in das Stück mit ein, genauso wie er in der berühmten Billardszene ein regelrechtes Gesellschaftsspiel in die Handlung mit einfließen lässt.
Wie alle Werke Lortzings beruht auch Der Wildschütz auf Verkleidung, Verwechslung, Verstellung, Rollenspiel, das heißt auf Grundelementen des Theaters schlechthin. Ihm gelingt mit diesem Werk eine musikalische Komödie mit einigen gesellschaftlichen Seitenhieben auf die noch herrschenden Adligen und die Biedermeierzeit. Die Musik klingt während der ganzen Oper, trotz der versteckten Gesellschaftskritik, immer locker und heiter.
Schon am Ende der Ouvertüre erschallt im Hintergrund ein Schuss, der sogleich auf das kommende Geschehen hinweist.

## Handlung

### Erster Akt
Vor dem Dorfgasthof feiert der Schulmeister Baculus seine Verlobung mit Gretchen. In diese Feier platzt ein Jäger des Grafen und überbringt dem Schulmeister einen Brief, in dem ihm mitgeteilt wird, dass er von seinem Posten entlassen sei, da er im Wald des Grafen ohne dessen Einwilligung einen Rehbock für dieses Fest erlegt habe. Er fasst den Gedanken, sein Gretchen beim Grafen für ihn vorsprechen zu lassen. Er verwirft diesen Gedanken jedoch schnell wieder, da er die Schwächen des Grafen für junge Mädchen kennt. Da erscheint die Baronin von Freimann, die Schwester des Grafen, als Student verkleidet, mit ihrer ebenfalls verkleideten Zofe Nanette. Die Baronin, die erst kürzlich Witwe geworden ist, hat sich verkleidet, um unerkannt durchs Land reisen zu können. Ihr Bruder will sie mit dem Baron Kronthal verheiraten, sie will diesen aber erst begutachten. Als die Baronin von dem Unglück des Schulmeisters hört, bietet sie sich an, als Gretchen verkleidet beim Grafen Fürsprache für ihn einzulegen. Da taucht der Graf mit seiner Jagdgesellschaft und dem als Stallburschen verkleideten Baron beim Fest auf. Der Graf und der Baron sind sogleich von Gretchen entzückt, noch mehr allerdings von der verkleideten Baronin (Arie: Bin ein schlichtes Kind vom Lande). Der Graf lädt die ganze Gesellschaft zu seinem Geburtstagsfest am kommenden Tage auf sein Schloss ein.

### Zweiter Akt
Die Gräfin hat eine Schwäche für antike Tragödien, vor allem für Sophokles, und langweilt ihre Dienerschaft mit ihren Vorlesungen über diese antiken Stoffe. Haushofmeister Pancratius rät Baculus, er solle sich diese Schwäche der Gräfin zunutze machen. So beeindruckt Baculus mit vorgetragenen antiken Zitaten die Gräfin, die er von einem in seinem Hut versteckten Zettel vorliest. Der Graf kommt dazwischen und wünscht, Baculus nicht mehr wiederzusehen. Die Kündigung bleibt ebenso bestehen. Baculus holt deshalb die Baronin zu Hilfe, die als Gretchen vorgestellt wird und sich als dieses verkleidet hat. Das hilft; der Baron umwirbt das schöne Bauernkind, der Graf hat inzwischen auch ein Auge auf das vermeintliche Gretchen geworfen. Wegen eines aufkommenden Unwetters überzeugt er Baculus und Gretchen, im Schloss zu übernachten. Während einer Billardpartie stoßen Graf und Baron an das Licht, welches ausgeht. Der Graf und der Baron sehen ihre Chance gekommen, Gretchen zu verführen. Diese flüchtet jedoch mit Hilfe der Gräfin in deren Schlafgemach. Der Baron handelt daraufhin mit Baculus ein Geschäft aus. Für fünftausend Taler gibt er sein Gretchen an den Baron ab. Eine überwältigend hohe Summe für den Schulmeister (Arie: Fünftausend Taler). Doch was wird er tun, wenn Gretchen ihn bittet, sie bei ihm, Baculus, zu lassen?

### Dritter Akt
Der Graf feiert seinen Geburtstag in bester Laune (Heiterkeit und Fröhlichkeit). Baculus hat nun das richtige Gretchen zum Schloss gebracht und freut sich, sie loszuwerden, da er sie am Vorabend mit dem „Stubenbursch des Studenten“ (Nanette) angetroffen hat. Der Baron aber hatte sich auf das gestrige Gretchen gefreut. Baculus eröffnet ihm, dass das andere Gretchen vom Vortag in Wirklichkeit ein verkleideter Student sei. Als der Baron Aufklärung vom Schulmeister verlangt, gibt sich die Baronin zu erkennen. Als die Baronin wieder allein ist, wird diese vom Grafen bedrängt. In diesem Augenblick erscheinen die Gräfin und der Baron. Im folgenden Verhör klären sich die gesamten Verkleidungs- und Verwandtschaftsbeziehungen auf. Der Baron und die Baronin geben sich das Jawort. Baculus behält sein Gretchen und wird wieder in den Schuldienst eingestellt, weil sich herausgestellt hatte, dass er im Dunkel der Nacht anstatt eines Rehbocks seinen eigenen Esel erschoss.

## Verfilmungen und aufgezeichnete Inszenierungen
- 1958 – Operninszenierung (Mitschnitt als TV-Oper) aus dem Carré Theater Amsterdam [in deutscher Sprache] 
 Hans Liechtenstein (Regie), Ben Mettrop (Kamera-Regie), Franz Deckwitz (Bühnenbild und Kostüme) 
 mit Hans Liechtenstein (Dirigent), Kunstmaand Koor en Orkest, Hans Wilbrink (Graf), Laura Cormonte (Gräfin), Arjan Blanken (Baron), Erna Spoorenberg (Baronin), Aafje Heynis (Nanette), Guus Hoekman (Baculus), Annette de la Bije (Gretchen), Tabe Bas (Pancratius) 
 B&W TV-Recording (Juni 1958)
- 1973 – Opernverfilmung (Fassung als TV-Oper) 
 Axel Corti (Inszenierung), Gerhard Reutter (Fernsehbearbeitung), Gerd Krauss (Ausstattung), Charlotte Flemming (Kostüme), Charly Steinberger (Kamera) 
 mit Ferdinand Leitner (Dirigent), Chor des Bayerischen Rundfunks, Münchener Rundfunk-Orchester, Hermann Prey (Graf), Charlotte Berthold (Gräfin), Werner Krenn (Baron), Gerti Zeumer (Baronin), Daphne Evangelatos (Nanette), Walter Berry (Baculus), Elke Schary (Gretchen), Hugo Gottschlich (Pancratius), Stefan Rampf (Gast) 
 ZDF Bayerischer Rundfunk TV-Recording
- 2001 – Operninszenierung (Fassung als TV-Oper) aus dem Staatstheater am Gärtnerplatz München 
 Claus Guth (Inszenierung), Andreas Morell (Fernsehregie), Peter Czegley (Kamera), Christian Schmidt (Bühnenbild und Kostüme) 
 mit Ekkehard Klemm (Dirigent), Orchester, Chor, Kinderchor und Statisterie des Staatstheaters am Gärtnerplatz, Torsten Frisch (Graf), Snejinka Avramova (Gräfin), Wolfgang Schwaninger (Baron), Nathalie Boissy (Baronin), Rotraut Arnold (Nanette), Christoph Stephinger (Baculus), Hlin Pétursdóttir (Gretchen), Carl-Heinz Erkrath (Pancratius), Stefan Rampf (Gast) 
 BR Bayerischer Rundfunk TV-Recording
- 2013 – Operninszenierung (Mitschnitt) aus der Volksoper Wien 
 Dietrich W. Hilsdorf (Inszenierung), Dieter Richter (Bühnenbild), Renate Schmitzer (Kostüme), Michael Blees (Fernseh-Präsentation) 
 mit Alfred Eschwé (Dirigent), Chor, Kinderchor und Orchester der Volksoper Wien, Daniel Ochoa (Graf), Alexandra Kloose (Gräfin), Mirko Roschkowski (Baron), Anja-Nina Bahrmann (Baronin), Christina Sidak (Nanette), Lars Woldt (Baculus), Elisabeth Schwarz (Gretchen), Gernot Kranner (Pancratius), David Busch (Gast), Claudia Goebl (Alice), Sera Gösch (Berta) 
 ORF Ö1 TV-Recording

## Tonaufnahmen

### Gesamtaufnahmen und Querschnittsproduktionen
- 1951 – Gesamtaufnahme mit Dialogen – Walter Schartner (Dirigent), Chor des Berliner Rundfunks, Radio Sinfonieorchester Berlin 
 mit Arno Schellenberg (Graf), Anneliese Müller (Gräfin), Gerhard Unger (Baron), Anny Schlemm (Baronin), Irmgard Arnold (Nanette), Heinrich Pflanzl (Baculus), Sonja Schöner (Gretchen) 
 Hamburger Archiv für Gesangskunst (2 CD), Mono (Überspielung einer Radioproduktion)
- 1953 – Auszüge (Querschnitt) – Ferdinand Leiner (Dirigent), Württembergisches Staatsorchester Stuttgart 
 mit Horst Günter / Engelbert Czubok (Graf), Res Fischer (Gräfin), Wolfgang Windgassen (Baron), Lore Wissmann (Baronin), Georg Hann (Baculus), Ellinor Junker-Giesen (Gretchen) 
 Deutsche Grammophon (1 LP), Mono
- 1954 – Gesamtaufnahme mit Erzähler (statt Dialogen) – Hans Müller-Kray (Dirigent), Südfunk-Chor und Radio-Sinfonieorchester Stuttgart 
 mit Hannes Tannert (Erzähler), Heinz Rehfuss (Graf), Hanne Münch (Gräfin), Franz Fehringer (Baron), Lore Wissmann (Baronin), Hanna Stolze-Fröhlich (Nanette), Kurt Böhme (Baculus), Käthe Nentwig (Gretchen), Bruno Samland (Gast) 
 Walhall (2 CD), Mono (Überspielung einer Radioproduktion)
- 1956 – Gesamtaufnahme mit Dialogen – Wilhelm Schüchter (Dirigent), Chor, Kinderchor und Sinfonieorchester des Norddeutschen Rundfunks (NDR) 
 mit Horst Günter (Graf), Ursula Zollenkopf (Gräfin), Edwin Beiler (Baron), Anneliese Rothenberger (Baronin), Wilma Pleiss (Nanette), Walter Berry (Baculus), Rosl Schwaiger (Gretchen), Hans Günter Müller (Pancratius) 
 Documents (2 CD), Mono (Überspielung einer Radioproduktion)
- 1958 – Gesamtaufnahme mit Dialogen – Ferdinand Leitner (Dirigent), Chor und Orchester der Stuttgarter Staatsoper 
 mit Karl Schmitt-Walter (Graf), Hetty Plümacher (Gräfin), Fritz Wunderlich (Baron), Lore Wissmann (Baronin), Sieglinde Kahmann (Nanette), Fritz Linke (Baculus), Friederike Sailer (Gretchen), Hubert Buchta (Pancratius) 
 Walhall (2 CD), Mono (Live-Mitschnitt)
- 1960 – Gesamtaufnahme mit Dialogen – Heinz Wallberg (Dirigent), Wiener Sängerknaben, Chor und Orchester der Wiener Staatsoper 
 mit Georg Völker (Graf), Hilde Rössl-Majdan (Gräfin), Waldemar Kmentt (Baron), Irmgard Seefried (Baronin), Anny Felbermayer (Nanette), Karl Dönch (Baculus), Renate Holm (Gretchen), Peter Klein (Pancratius) 
 Orfeo (2 CD), Mono (Live-Mitschnitt des ORF)
- 1963 – Gesamtaufnahme mit Dialogen – Robert Heger (Dirigent), Chor und Orchester der Bayerischen Staatsoper München 
 mit Hermann Prey (Graf), Gisela Litz (Gräfin), Fritz Wunderlich (Baron), Anneliese Rothenberger (Baronin), Gertrud Vordemfelde (Nanette), Fritz Ollendorf (Baculus), Lotte Schädle (Gretchen), Walter Ehrengut (Pancratius), Karl-Heinz Schmidtpeter (Gast) 
 EMI Electrola (2 CD), Stereo
- 1963 – Auszüge (Querschnitt) – Wilhelm Schüchter (Dirigent), RIAS Chor und Kinderchor, Berliner Symphoniker 
 mit Marcel Cordes (Graf), Cvetka Ahlin (Gräfin), Rudolf Schock (Baron), Erika Köth (Baronin), Gottlob Frick (Baculus), Renate Holm (Gretchen), Heinz Stoll (Gast) 
 Eurodisc / Ariola (1 CD), Stereo
- 1965 – Auszüge (Querschnitt) – Christoph Stepp (Dirigent), Philharmonischer Chor Bamberg, Bamberger Symphoniker 
 mit Horst Günter (Graf), Claudia Hellmann (Gräfin), Ernst Haefliger (Baron), Irmgard Seefried (Baronin), Kurt Böhme (Baculus), Rita Streich (Gretchen) 
 Deutsche Grammophon (1 CD), Stereo
- 1966 – Auszüge (Querschnitt) – Paul Schmitz (Dirigent), Rundfunkchor Leipzig, Gewandhausorchester Leipzig 
 mit Tom Krause (Graf), Gisela Schröter (Gräfin), Peter Schreier (Baron), Ruth-Margret Pütz (Baronin), Gisela Schröter (Nanette), Arnold van Mill (Baculus), Rosemarie Rönisch (Gretchen), Siegfried Vogel (Gast) 
 Decca / Eterna (1 LP), Stereo
- 1982 – Gesamtaufnahme mit Dialogen – Bernhard Klee (Dirigent), Rundfunkchor und Rundfunk-Kinderchor Berlin, Staatskapelle Berlin 
 mit Gottfried Hornik (Graf), Doris Soffel (Gräfin), Peter Schreier (Baron), Edith Mathis (Baronin), Gertrud von Ottenthal (Nanette), Hans Sotin (Baculus), Georgine Resick (Gretchen), Reiner Süß (Pancratius), Bernd Riedel (Gast) 
 Deutsche Grammophon (3 LP), Berlin Classics / Eterna (2 CD), Stereo

### Einzelaufnahmen (Auswahl)
- 1904 – Nr. 13 Arie: „Heiterkeit und Fröhlichkeit“ (Graf) 
 Rudolf Berger (Bariton) (Kgl. Hofopernsänger), mit Klavierbegleitung (N. N.) 
 Columbia Phonograph (1 Schellackschallplatte), Mono
- 1905 – Nr. 6 (aus Finale) Lied: „Bin ein schlichtes Kind vom Lande“ (Baronin) 
 Roxy King (Sopran), Orchesterbegleitung 
 Grammophone Record (1 Schellackschallplatte), Mono
- 1906 – Nr. 16 (aus Finale) Quartett: „Kann es im Erdenleben“ (Baronin, Gräfin, Graf, Baron) 
 Fina Widhalm (Sopran), Marga Neisch (Alt), Max Reichel (Tenor), George Beeg (Bariton) [Mitglieder der Vereinigten Theater Breslau], mit Klavierbegleitung (N. N.) 
 Grammophone Concert Record (1 Schellackschallplatte), Mono
- 1907 – Nr. 1 (aus Introduktion) Schulmeisterlied: „A B C D“ (Baculus) [gekürzt] 
 Paul Knüpfer (Bass), Chor der Königlichen Hofoper und Orchesterbegleitung, Bruno Seidler-Winkler (Dirigent) 
 Grammophone Concert Record (1 Schellackschallplatte), Mono
- 1907 – Nr. 6 (aus Finale) Lied: „Bin ein schlichtes Kind vom Lande“ (Baronin) 
 Hermine Kittel (Sopran) [k. k. Hofopernsängerin], Orchesterbegleitung 
 Grammophone Concert Record (1 Schellackschallplatte), Mono
- 1912 – Nr. 3 Arie: „Auf des Lebens raschen Wogen“ (Baronin) 
 Gertrud Runge (Sopran) [Hofopernsängerin Weimar], Orchesterbegleitung 
 Pathé Disque (1 Schellackschallplatte), Mono
- 1913 – Nr. 13 Arie: „Heiterkeit und Fröhlichkeit“ (Graf) 
 Eduard Habich (Bariton), Orchester der Königlichen Hofoper, N. N. (Dirigent) 
 Grammophone Records (1 Schellackschallplatte), Mono
- 1913 – Nr. 3 Arie: „Auf des Lebens raschen Wogen“ (Baronin) 
 Frieda Hempel (Sopran), Orchesterbegleitung 
 Grammophon (1 Schellackschallplatte), Mono
- 1920 – Nr. 3 Arie: „Auf des Lebens raschen Wogen“ (Baronin) 
 Elisabeth Schumann (Sopran), Orchesterbegleitung 
 Grammophon (1 Schellackschallplatte), Mono und Naxos Historical (1 CD), Mono
- 1928 – Nr. 13 Rezitativ und Arie: „Heiterkeit und Fröhlichkeit“ (Graf) 
 Gerhard Hüsch (Bariton), Staatskapelle Berlin, Frieder Weissmann (Dirigent) 
 Odeon (1 Schellackschallplatte) und Nimbus Records (1 CD), Mono
- 1930 – Nr. 12 Arie: „Fünftausend Taler“ (Baculus) 
 Leo Schützendorf (Bass), Mitglieder des Berliner Philharmonischen Orchesters, Selmar Meyrowitz (Dirigent) 
 Ultraphon/Telefunken (1 Schellackschallplatte), Mono
- 1930 – Nr. 13 Rezitativ und Arie: „Heiterkeit und Fröhlichkeit“ (Graf) 
 Ewald Böhmer (Bariton), Orchester der Staatsoper Berlin, Clemens Schmalstich (Dirigent) 
 Electrola (1 Schellackschallplatte), Mono
- 1931 – Nr. 12 Arie: „Fünftausend Taler“ (Baculus) 
 Alexander Kipnis (Bass), Orchester der Staatsoper Berlin, Erich Orthmann (Dirigent) 
 Electrola (1 Schellackschallplatte), Mono
- 1933 – Nr. 16 (aus Finale) Quartett: „Was seh ich?“ – „Kann es im Erdenleben“ (Baronin, Gräfin, Graf, Baron) 
 Elisabeth Friedrich (Sopran) Margarete Klose (Alt), Walther Ludwig (Tenor), Willi Domgraf-Fassbaender (Bariton), Orchester der Staatsoper Berlin, Fritz Zaun (Dirigent) 
 Electrola (1 Schellackschallplatte), Electrola (1 LP), Mono
- 1935 – Nr. 12 Arie: „Fünftausend Taler“ (Baculus) 
 Eugen Fuchs (Bass), Orchester der Staatsoper Berlin, Alfred Schmidt (Dirigent) 
 Schallplatten-Volksverband / Clangor-Schallplatten (1 Schellackschallplatte), Mono
- 1938 – Nr. 3 Arie: „Auf des Lebens raschen Wogen“ (Baronin) 
 Irma Beilke (Sopran), Orchester des Opernhauses Berlin, Johannes Schüler (Dirigent) 
 Imperial (1 Schellackschallplatte), Historia Top Classic (2 LP), Mono
- 1942 –Ouvertüre 
 Dresdner Philharmoniker, Paul van Kempen (Dirigent) 
 Siemens Polydor (1 Schellackschallplatte), Mono
- 1943 – Nr. 13 Arie: „Heiterkeit und Fröhlichkeit“ (Graf) 
 Hans Wocke (Bariton), Begleitorchester, Otto Dobrindt (Dirigent) 
 Odeon (1 Schellackschallplatte), Mono
- 1944 – Nr. 1 (aus Introduktion) Schulmeisterlied: „A B C D“ (Gretchen, Baculus) 
 Elfride Trötschel (Sopran), Heinrich Pflanzl (Bass), Chor und Berliner Rundfunk-Symphonie-Orchester, Artur Rother (Dirigent) 
 BASF Historische Serie (2 LP), Mono
- 1948 – Nr. 13 Rezitativ und Arie: „Heiterkeit und Fröhlichkeit“ (Graf) 
 Josef Metternich (Bariton), RIAS-Sinfonieorchester, Johannes Schüler (Dirigent) 
 Gebhardt (3 CD), Mono
- ca. 1952  – Nr. 11 Billard-Quintett: „Ich habe Num’ro Eins“ (Baronin, Gräfin, Baron, Graf, Baculus) 
 Lore Hoffmann (Sopran), Hedy Gura (Alt), Rudolf Schock (Tenor), Horst Günter (Bariton), Benno Kusche (Bass), Hamburger Rundfunkorchester, Walter Martin (Dirigent) 
 Membran Music (4 CD), Mono
- 1953 – Nr. 12 Arie: „Fünftausend Taler“ (Baculus) 
 Erich Kunz (Bassbariton), Philharmonia Orchestra London, Otto Ackermann (Dirigent) 
 Columbia (1 Schellackschallplatte), Electrola (1 LP) und Testament (1 LP), Mono
- 1955 – Nr. 13 Rezitativ und Arie: „Heiterkeit und Fröhlichkeit“ (Graf) 
 Dietrich Fischer-Dieskau (Bariton), Berliner Philharmoniker, Wilhelm Schüchter (Dirigent) 
 EMI Electrola (1 CD), Mono
- 1961 – Nr. 13 Rezitativ und Arie: „Heiterkeit und Fröhlichkeit“ (Graf) 
 Hermann Prey (Bariton), Berliner Symphoniker, Horst Stein (Dirigent) 
 Columbia EMI (1 LP) und Warner (1 CD), Stereo
- 1962 – Nr. 12 Arie: „Fünftausend Taler“ (Baculus) 
 Arnold van Mill (Bass), Orchester des Landestheaters Innsbruck, Robert Wagner (Dirigent) 
 Philips / Decca (1 CD), Stereo
- 1965 – Nr. 13 Arie: „Heiterkeit und Fröhlichkeit“ (Graf) 
 Eberhard Wächter (Bariton), Kölner Rundfunk-Sinfonie-Orchester, Franz Marszalek (Dirigent) 
 Polydor (1 LP), Stereo
- 1966 – Nr. 13 Rezitativ und Arie: „Heiterkeit und Fröhlichkeit“ (Graf) 
 Hermann Prey (Bariton), Münchener Rundfunkorchester, Argeo Quadri (Dirigent) 
 BR-Klassik (1 CD), Stereo
- 1968 – Nr. 12 Arie: „Fünftausend Taler“ (Baculus) 
 Reiner Süß (Bass), Staatskapelle Berlin, Heinz Fricke (Dirigent) 
 Berlin Classics (1 CD), Stereo
- 1970 – Nr. 13 Rezitativ und Arie: „Heiterkeit und Fröhlichkeit“ (Graf) 
 Wolfgang Anheisser (Bariton), Rundfunk-Sinfonie-Orchester Berlin, Heinz Rögner (Dirigent) 
 EMI Electrola (1 LP), Stereo
- ca. 1970 – Ouvertüre 
 Udo Nissen (Dirigent), Rundfunksinfonie-Orchester Leipzig 
 Marco Polo / Naxos (1 CD), Stereo
- 1977 – Nr. 12 Arie: „Fünftausend Taler“ (Baculus) 
 Karl Ridderbusch (Bass), Duisburger Symphoniker, Bernhard Mehler (Dirigent) 
 FonoTeam (1 LP), Stereo
- 1977 – Nr. 12 Arie: „Fünftausend Taler“ (Baculus) 
 Kurt Moll (Bass), Rundfunkorchester München, Kurt Graunke (Dirigent) 
 Electrola EMI (1 LP), Stereo
- 1985 – Nr. 3 Arie: „Auf des Lebens raschen Wogen“ (Baronin) und Nr. 13 Rezitativ und Arie: „Heiterkeit und Fröhlichkeit“ (Graf) 
 Marina Edelhagen (Sopran), Thomas Mohr (Bariton), Nürnberger Symphoniker, Wolfgang Ebert (Dirigent) 
 RCA (1 LP), Stereo
- 2002 – Nr. 12 Arie: „Fünftausend Taler“ (Baculus), Nr. 2 Duett: „Lass er doch hören“ (Gretchen, Baculus) und Nr. 13 Rezitativ und Arie: „Heiterkeit und Fröhlichkeit“ (Graf) 
 Thomas Quasthoff (Bassbariton), Christiane Oelze (Sopran, in Nr. 2), Orchester der Deutschen Oper Berlin, Christian Thielemann (Dirigent) 
 Deutsche Grammophon (1 CD), Stereo
- 2017 – Ouvertüre 
 Jun Märkl (Dirigent), Malmö Opera Orchestra 
 Naxos (1 CD), Stereo
- 2018 – Harmoniemusik [10 Nummern] (Bearbeitung von Andreas N. Tarkmann) 
 Stuttgart Winds (Das Bläserensemble des SWR Symphonieorchesters) 
 CPO Classic Production Osnabrück (1 CD), Stereo, (Co-Produktion mit SWR 2)